# عضلة مصرة القزحية
عضلة مصرة القزحية (أو المصرة الحدقية أو المضيقة الحدقية أو عضلة القزحية الدائرية أو الألياف الدائرية) هي عضلة في قزحية عين الإنسان. وظيفة العضلة هي تضييق الحدقة.